# Distinction fait-valeur
La distinction fait-valeur est au cœur des débats épistémologiques sur la possibilité de l'objectivité dans les sciences. Elle recoupe partiellement la distinction entre énoncés descriptifs et prescriptifs, sans toutefois nécessairement coïncider avec celle-ci.

## Positivisme logique
Le Cercle de Vienne, défenseur, dans la première moitié du XXe siècle, du positivisme logique, affirmait que l'on pouvait distinguer de façon tranchée entre les jugements factuels et les jugements de valeur. Or, selon la position la plus radicale défendue par Carnap, seuls les énoncés factuels, sur les états de faits, étaient susceptibles de vérification empirique. Dès lors, les jugements de valeur étaient renvoyés, tout comme les énoncés métaphysiques, à du pur et simple « non-sens ». Cette position fut défendue en particulier par Alfred Ayer en 1935, qui soutenait une thèse méta-éthique dite « émotiviste », opposée à tout cognitivisme éthique, c'est-à-dire à toute possibilité d'argumenter de façon rationnelle au sujet des valeurs et de la morale.